# Římskokatolická farnost Lužice u Hodonína
Římskokatolická farnost Lužice u Hodonína je územní společenství římských katolíků s farním kostelem svatého Cyrila a Metoděje.

## Historie farnosti
První písemná zmínka o obci je z roku 1250. Lužice byly až do roku 1913 přifařeny k Mikulčicím. V tomto roce byla v obci zřízena expozitura duchovní správy, samostatného farního úřadu dosáhly Lužice v roce 1036. začala Farní kostel byl vybudovaný v letech 1872 až 1874.

## Duchovní správci
První duchovní správce začal ve farnosti působit v roce 1913. Od roku 2011 do července 2015 byl zde administrátorem excurrendo R. D. Mgr. Bohumil Urbánek. K 1. srpnu 2015 byl ustanoven administrátorem excurrendo R. D. Mgr. Ing. Vít Hába z Prušánek.

## Bohoslužby
| Kostel                    | Místo  | Bohoslužba (den) | Hodina                                   | Poznámka     |
| ------------------------- | ------ | ---------------- | ---------------------------------------- | ------------ |
| svatého Cyrila a Metoděje | Lužice | neděle čtvrtek   | 9.00 18.00 (letní čas) 17:00 (zimní čas) | Farní kostel |

## Aktivity ve farnosti
Na 23. říjen připadá Den vzájemných modliteb farností za bohoslovce a bohoslovců za farnosti brněnské diecéze. Adorační den se koná 4. července.
Farnost se účastní akce Tříkrálová sbírka. V roce 2014 se při ní ve farnosti vybralo 71 323 korun,o rok později 76 000 korun. V roce 2016 se při sbírce vybralo 75 300 korun.  Výtěžek sbírky v roce 2019 dosáhl 88 094 korun. Při sbírce se vždy koledníci sejdou nejdříve v kostele a pak za zpěvu obcházejí celou obec, dokud nenavštíví poslední dům. Lidé jsou na ně už připraveni.